# Ожье, Эмиль
Эми́ль Ожье́ (полное имя — Гийом-Виктор-Эмиль Ожье, фр. Guillaume-Victor-Emile Augier); 17 сентября 1820 — 25 октября 1889) — французский драматург.

## Биография
Внук романиста и драматурга Пиго-Лебрена. Сын адвоката, Ожье также некоторое время изучал юриспруденцию. Античному миру он посвятил в 1844 году комедию в стихах «Цикута» (Ciguë), написанную под непосредственным впечатлением только что появившейся трагедии Понсара, но затем вскоре перешёл к современной жизни. В многочисленных комедиях Ожье мы встречаем живые, метко схваченные с натуры картины французского общества времен июльской монархии и второй империи. Ожье симпатизирует буржуазии, её вкусам и идеалам и может быть назван представителем так называемой школы здравого смысла (école du bon sens).
Литературную славу Ожье упрочили комедии «Авантюристка» (Aventurière) (1848) и «Габриэлла» (Gabrielle) (1849), написанные звучными, красивыми стихами. В последней пьесе, удостоенной монтионовской премии (выдаваемой за добродетель), автор восстает против незаконной любви и преступных увлечений страстью. В позднейших пьесах Ожье «Les Effrontés», «Сын Жибуайе» (Le Fils du Giboyer), и «La Contagion» спокойное обличение комедии нравов переходит в резкую общественную сатиру. Автор восстает против наводнения всех профессий дельцами самого низкого разряда. В особенно чёрном виде представлена была пресса и духовенство, что вызвало сильные протесты в печати. Луи Вëйо (Louis Veuillot), католический монархист, ответил памфлетом: «Le Fond du Giboyer», Виктор Лапрад напечатал сатиру «Chasse aux Vaincus», вызвавшую в свою очередь возражение со стороны Ожье. С «Maître Guérin» Ожье возвращается к комедии нравов. К этому роду принадлежат также «Lions et Renards», «Jean Pommeray», «Мадам Каверле» (Madame Caverlet) (где разбирается вопрос о разводе) и «Дом Фуршамбо» (Les Fourchambault).

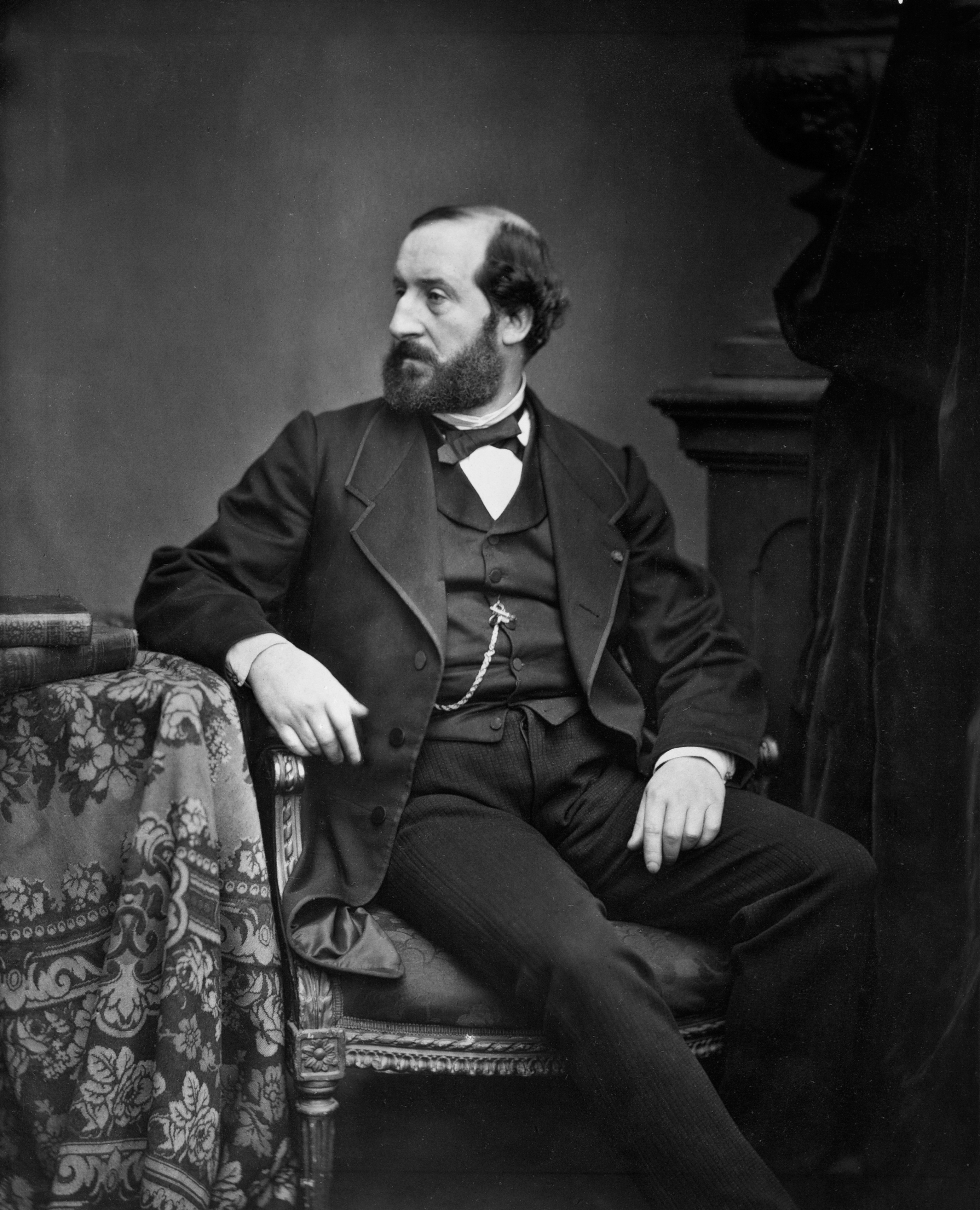
Эмиль Ожье, фотография Адама-Соломона (около 1870 г.)

Из других комедий Ожье особенно известны «Зять г-на Пуарье» (Gendre de Mr. Poirier) (написана в 1854 г. в сотрудничестве с Сандо). Ожье принадлежит также водевиль из жизни Латинского квартала, «L’habit vert» (1849), написанный в сотрудничестве с Альфредом де Мюссе, и пятиактная драма «Диана» (1852), сюжет которой навеян трагедией В. Гюго «Марион де Лорм». В 1876 г. Ожье начал полное издание своих пьес; в нём перепечатаны также предисловия, в которых Ожье представляет драматурга как учителя нравственности, которому позволено, ввиду его нравоучительной цели, обнажать все скрытые язвы общественной жизни. Ожье выбран в члены французской академии в 1857 г. Он занимает крупное место во французском театре XIX в., наряду с А. Дюма-сыном, с которым имеет много общего (сюжеты пьес, социальные тенденции); но Дюма более тонко понимал психологию современности. Ожье останавливается скорее на поверхности и видит типичные условия жизни, а не воздействие их на личность, различно реагирующую на одни и те же обстоятельства. Успех Ожье объясняется более всего тем, что он выразитель буржуазных идеалов середины века во Франции и сумел облечь несложную мораль в традиционный стих. Техническая сторона пьес Ожье обличает в нём знатока сцены, пьесы его смотрятся с интересом, диалог не так блестящ и остроумен, как у Дюма, но строго выдержан. Стих его иногда прозаичен и не чужд ремесленного следования установленным образцам. В литературном отношении главная заслуга Ожье в том, что он создал несколько живых типов — Giboyer, Maître Guérin, Mr. Poirier. Собрание сочинений Ожье («Théâtre complet») издано в Париже (1876-78).

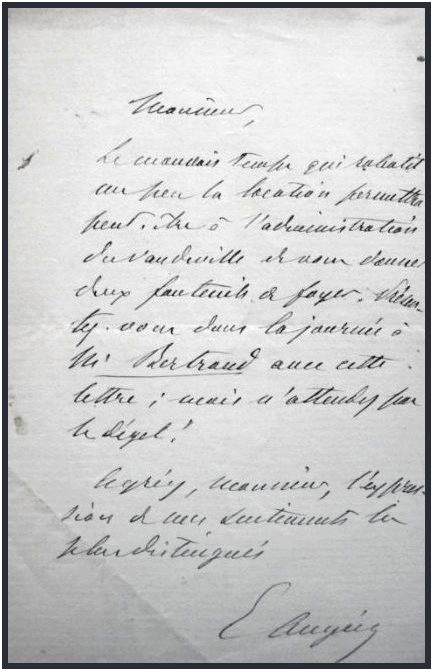
Письмо Эмиля Ожье. Посещение театра. (Около 1880 г.)